# 春申塘
春申塘又名莘村塘，是黄浦江的一条支流，位于上海市西南，今河道西起北竹港，东至黄浦江，长约9公里，大部分位于闵行区。相传河道为战国时期春申君所开，故得名春申塘。

## 历史
传说中，春申塘为战国时期春申君黄歇开凿，周边流传有儿歌：“啷啷啷啷啷啷，爷娘去开黄浦江，回来又开春申塘，领头大爷春申君，住在伲村黄泥浜”。春申塘历经多次疏浚，首次有记载者为明天启元年（1621年），此后明代共疏浚3次，清代5次。民国及日占期间分别于1936年、1941年疏浚。中共上台后于1964年疏浚一次，1978年整治改道，放弃旧道，全线取直线，河道长度缩短了4.4公里:主要河流:县级干河疏浚。2005年因河道淤积、水质差（V类）等问题纳入市级郊区“万河整治行动”整治:4。

## 现状
根据2005年整治工程设计，河道总体宽30至60米不等，常水位2.3至2.8米，防汛护岸高4.3米，排水标准为24小时雨量192.9mm。黄浦江至沪闵路为VI级航道，可通行100吨以下船舶。春申塘入黄浦江处设置水闸:15。河道边缘种植有水生植物，并在沿线支流布置5000平方米人工湿地，以起吸附水中有害物质，改善水质和景观的作用。

## 沿岸地区
春申塘北岸有大量居民区，为上海“四大跨世纪居住示范区”之一的春申示范区，包括别墅、多层、高层等多种模式，形成不同收入阶层均能入住的混合布局。河道北岸100米宽度为高压输电走廊，电网正式名称为“22万伏新龙华变电站进线”，地面作为居民区景观绿地使用，早期多被开发商划进小区。2007年11月因电力方面扩容计划而发生居民游行抗议的事件，电网方面人员后在警方保护下强行完成施工；上海轨道交通机场联络线沿高压线走廊地下通过，该线在2016年公示期间也曾经发生小规模冲突。2023年，春申塘沿岸绿地再次改造，通过放开沿线小区的围墙形成全部对外开放的贯通绿道，并增设篮球场、儿童游乐设施等。